# Narrow Grassfields jezici
Narrow Grassfields jezici, podskupina od (63) Wide Grassfields jezika raširenih na području Kameruna i dijelova Nigerije. Obuhvaća jezike:
a) Fum, Nigerija.
b) Mbam-Nkam jezici (35) Kamerun: 
b1. Bamileke (11): fe'fe', ghomálá', kwa',  medumba, mengaka, nda'nda', ngiemboon, ngomba, ngombale, ngwe, yemba;
b2. Ngemba (9): awing, bafut, bambili-bambui, bamukumbit, beba, kpati, mendankwe-nkwen, ngemba, pinyin;
b3. Nkambe (7): dzodinka, kwaja, limbum,  mbe', mfumte, ndaktup, yamba;
b4. Nun (8): baba, bafanji, bamali, bambalang, bamenyam, bamun, bangolan, mungaka;
c) Momo jezici (8) Kamerun: menka, meta', mundani, ngamambo, ngie, ngoshie,  ngwo, njen.
d) Ring jezici (17) Kamerun:
d1. centar/Center (7): babanki, bum, kom, kuk, kung, mmen, oku;
d2. istok/East (1): lamnso';
d3. sjever/North (4): bamunka, kenswei nsei, vengo, wushi;
d4. zapad/West (5): aghem, isu, laimbue, weh, zhoa;
e) Neklasificirani (2)  Nigerija: nde-gbite, viti.

## Vanjske poveznice
- Ethnologue (15th)
- Ethnologue (14th)